# Chinese Basketball Association
A Chinese Basketball Association (中国男子篮球职业联赛; Zhōngguó Nánzǐ Lánqiú Zhíyè Liánsài) é a principal liga de basquete profissional da China, fundada em 1996, atualmente é uma das principais ligas de basquete do mundo.